# Benfica (Rio de Janeiro)
Pour les articles homonymes, voir Benfica (homonymie).
 (décembre 2023).
Si vous disposez d'ouvrages ou d'articles de référence ou si vous connaissez des sites web de qualité traitant du thème abordé ici, merci de compléter l'article en donnant les références utiles à sa vérifiabilité et en les liant à la section « Notes et références ».
Benfica est un quartier de Rio de Janeiro au Brésil.

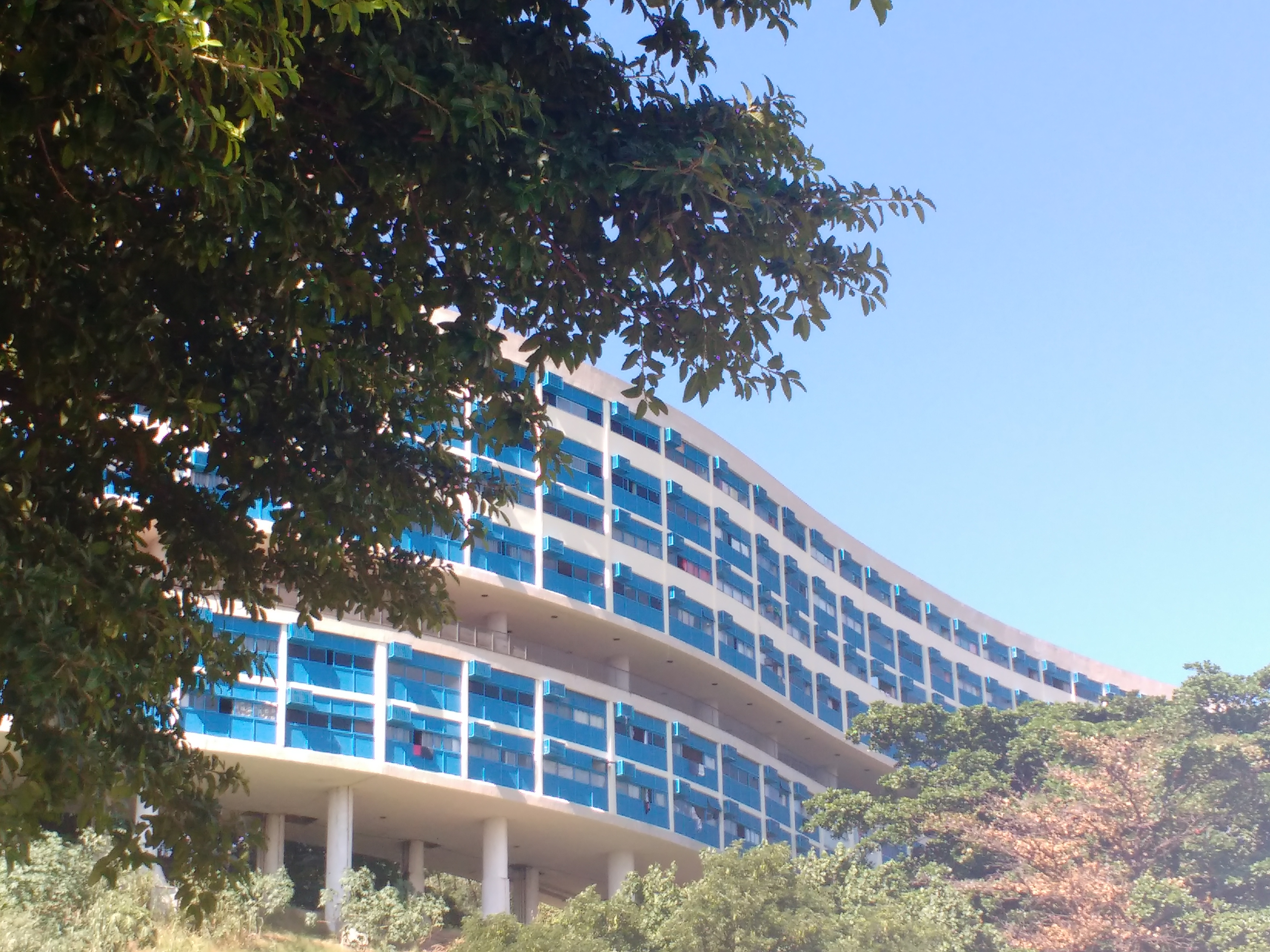
Résidence Prefeito Mendes de Moraes, dit le Pedregulho, en 2016, après rénovation. Tous les logements de cet ensemble construit dans les années 1950 par Affonso Eduardo Reidy ont vue sur la baie de Guanabara.